# 布鲁顿街

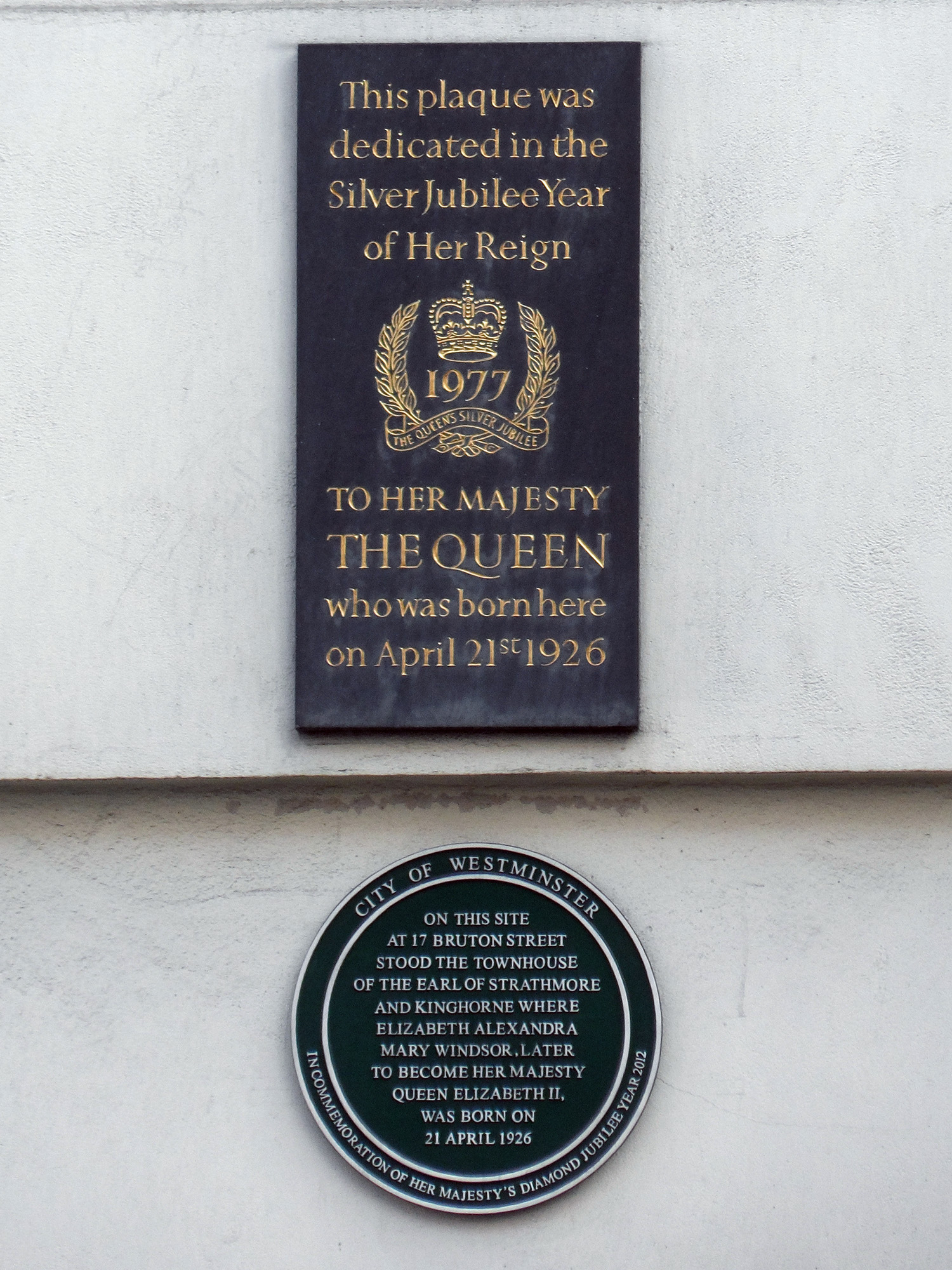
纪念伊丽莎白二世女王诞生的门牌

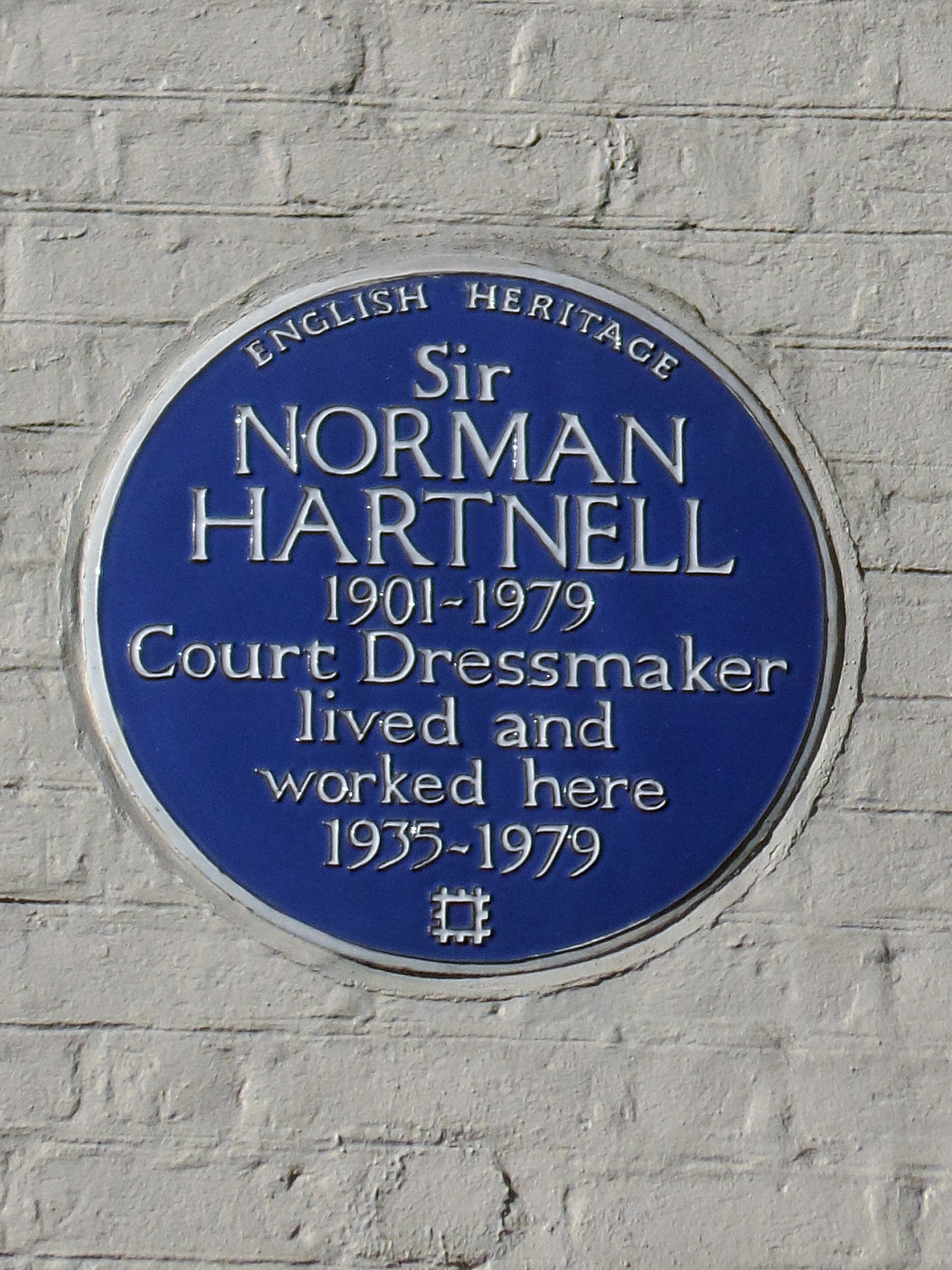
布鲁顿街26号的蓝色门牌

布鲁顿街（Bruton street）是伦敦梅费尔区的一条街道。
它从西南的伯克利广场延伸到东北的新庞德街，并在此作为康迪街继续。
著名的居民包括陆军元帅第二代阿盖尔公爵约翰·坎贝尔和理查德·布林斯利·谢立丹。
1926年4月21日，伊丽莎白二世女王出生在布鲁顿街17号，她的外祖父斯特拉斯莫尔和金霍恩伯爵克劳德·鲍斯-雷昂在伦敦的家。人们普遍认为这座房子在伦敦大轰炸中遭到破坏并在战后被拆除，但大英图书馆的档案文件证明，这座房子在战争开始前的1937年至1939年间就已被房地产开发商拆除。
时装设计师诺曼·哈特内尔从1935年起在布鲁顿街26号生活和工作，直到他1979年去世。